# Johnny Warren
Johnny Norman Warren (Sídney, 17 de mayo de 1943-Sídney, 6 de noviembre de 2004) fue un futbolista y entrenador australiano. Ocupó la posición de centrocampista y tras su retirada desempeñó un importante papel en el desarrollo del fútbol en Australia. Fue el primer australiano célebre condecorado con la Orden del Imperio Británico. En 1974 formó parte de la selección nacional que participó en la Copa Mundial de Fútbol de Alemania.
En reconocimiento de su labor, la Federación de Fútbol de Australia usó su nombre para la Medalla Johnny Warren, que premia al mejor jugador de la liga australiana de fútbol (A-League).

## Biografía
Warren comenzó a jugar al fútbol en equipos escolares. Con 15 años se marchó al Canterbury-Marrickville, ubicado en el suroeste de Sídney, y sus buenas actuaciones llamaron la atención del St. George-Budapest, un club de categorías superiores que le fichó en 1963. En las doce temporadas que permaneció en sus filas ganó tres ligas de Nueva Gales del Sur, convirtiéndose en uno de los futbolistas más destacados del país. Además, en 1974 disputó la Copa Mundial de Fútbol y fue condecorado con la Orden del Imperio Británico.
En su última temporada en activo, se convirtió en jugador-entrenador del St. George-Budapest. Su última actuación sobre el césped fue en la final de la liga de Nueva Gales del Sur de 1974: tras marcar el gol que dio la victoria a su club, se sustituyó por otro jugador. A pesar de su retirada continuó vinculado al fútbol y fue uno de los impulsores de la primera liga nacional australiana, la National Soccer League (NSL) fundada en 1977. Ese mismo año asumió la dirección del Canberra City FC, donde permaneció dos temporadas.
Después de abandonar los banquillos, Warren trabajó como analista de fútbol en distintos medios de comunicación, lo que le convirtió en uno de los rostros más reconocidos de este deporte en su país, y mantuvo una estrecha colaboración con la Federación de Fútbol Australiana para promocionarlo a través de proyectos deportivos escolares. En 1988 ingresó en el Salón de la Fama del deporte australiano y en 1990 se creó un galardón con su nombre, la Medalla Johnny Warren, para premiar al mejor jugador de la NSL. En sus últimos años de vida apoyó el ingreso de Australia en la Confederación Asiática de Fútbol y la creación de la A-League como nueva liga profesional.
En 2003 anunció que sufría cáncer de pulmón y que tenía pocas posibilidades de recuperarse. Tras su declaración, la FIFA reconoció su carrera con la Orden del Mérito de la FIFA. Johnny Warren falleció el 6 de noviembre de 2004 a los 61 años por complicaciones respiratorias derivadas de su enfermedad. El Gobierno australiano le rindió un funeral de Estado, el primero a un deportista en la historia del país. Un año después su familia donó al Museo Nacional de Australia una colección personal con más de 500 objetos personales entre equipaciones, premios, trofeos y fotografías.

## Selección nacional
Warren jugó con la selección de fútbol de Australia un total de 42 partidos, en los que marcó 6 goles. Si se tienen en cuenta los encuentros disputados en categorías inferiores, la cifra total es de 62 encuentros y 9 tantos. Su debut fue en un amistoso contra Camboya que se disputó en noviembre de 1965. Dos años después asumió la capitanía, frente a Nueva Zelanda.
En 1974 fue uno de los futbolistas que formó parte del debut de Australia en la Copa Mundial de Fútbol disputada en Alemania, con el número "9" a su espalda. Solo jugó como titular el primer encuentro frente a Alemania Oriental, que perdieron por 0:2. Su país cayó eliminado en la primera fase sin marcar un solo gol, con un empate y dos derrotas en su balance.

### Participaciones en Copas del Mundo
| Mundial                        | Sede     | Resultado    | Partidos | Goles |
| ------------------------------ | -------- | ------------ | -------- | ----- |
| Copa Mundial de Fútbol de 1974 | Alemania | Primera fase | 1        | 0     |

## Trayectoria

### Como jugador
| Club                    | País      | Año       |
| ----------------------- | --------- | --------- |
| Canterbury-Marrickville | Australia | 1957-1962 |
| St. George-Budapest     | Australia | 1963-1974 |

### Como entrenador
| Club                | País      | Año       |
| ------------------- | --------- | --------- |
| St. George-Budapest | Australia | 1974      |
| Canberra City FC    | Australia | 1977-1978 |

## Distinciones individuales
| Distinción                               | Año  |
| ---------------------------------------- | ---- |
| Orden del Imperio Británico              | 1974 |
| Salón de la Fama del deporte australiano | 1988 |
| Medalla del Deporte (Australia)          | 2000 |
| Medalla de la Orden de Australia         | 2002 |
| Orden del Mérito de la FIFA              | 2004 |